# Pomnik poległych w Montbrison
Pomnik poległych i Emile'a Reymonda w Montbrison (fr. Monument aux morts et à Emile Reymond) – pomnik poległych żołnierzy podczas pierwszej wojny światowej oraz lotnikowi Émile’owi Reymondowi, senatorowi i dowódcy lotnictwa poległemu 21 października 1914, wzniesiony w 1920 roku.
Od 2021 roku posiada status monument historique, w kategorii classé (zabytek o znaczeniu krajowym).

## Lokalizacja
Pomnik jest zlokalizowany jest w ogrodzie Allard w miejscowości Montbrison, w departamencie Loara, w regionie Owernia-Rodan-Alpy.
W mieście znajdują się także dwa inne pomniki ku czci poległych: pamiątkowa Kolumna Kombatantów autorstwa lyońskiego rzeźbiarza Prosta, wzniesiona w 1922 roku na Place de la Grande Fontaine, obecnie Place des Combattants, oraz w Moingt.

## Opis
W 1920 roku wzniesiono pomnik oddający hołd poległym podczas I wojny światowej, (zlokalizowano go wówczas obok bramy starych koszar Vaux).
Ma on postać wapiennej ściany o wysokości 6,65 m na 7,70 m szerokości. Przypomina łuk pamiątkowy zamknięty drzwiami. Na nadprożu wieńczącym kompozycję widnieje płaskorzeźbiony napis: MORTS POUR LA PATRIE, a na bocznych słupach daty 1914/1918.
Z przodu czterej żołnierze otaczają popiersie Émile'a Reymonda umieszczone na cokole z napisem: Dr EMILE REYMOND/SENATOR LOARY/ PIONIER LOTNICTWA / ŚMIERĆ / NA POLU CHWAŁY / 1864–1914. Czterech żołnierzy otacza bohatera i niosą atrybutY: karabin, miecz, koronę laurową, flagę opuszczoną do połowy masztu. Po obu stronach sceny dwie pełnowymiarowe młode kobiety j: dwa zobowiązania zawodowe, które doprowadzą Emile'a Reymonda ku śmierci. Po obu stronach popiersia Émile’a Reymonda dwie kobiece postacie w płaskorzeźbie. Alegorycznie przedstawiają medycynę, po lewej i lotnictwo, po prawej, podkreślają jego zawody.
W dolnej części każdego słupa została wygrawerowana tablica z wzmianką: DEAD FOR FRANCE SINCE 1939 i AFN CAMPAIGN. Przy każdej wojnie wskazana jest lista poległych, która w przypadku I wojny światowej jest również rozdzielona po obu stronach wyrzeźbionej grupy: tj. 187 poległych w wojnie 1914–1918, 30 poległych w czasie II wojny światowej i 4 poległych w kampanii w północnej Afryce.
Pomnik jest dziełem rzeźbiarza Alberta Bartholomé (1848–1928), który zasłynął dzięki sztuce pogrzebowej, jego najbardziej znanym osiągnięciem jest niewątpliwie pomnik wojenny na cmentarzu Père-Lachaise.

## Historia pomnika
Pomnik został ustawiony w 1917 roku w pobliżu bramy koszar Vaux, wzdłuż Avenue de la Libération, przez murarza Juliena Dubosta. Sfinansowany został ze składki państwowej jeszcze przed zakończeniem wojny.
Pomnik wojenny został wpisany na listę zabytków 13 marca 2019 roku. Jest częścią grupy 40 pomników wojennych w regionie Owernia-Rodan-Alpy chronionych w tym dniu ze względu na ich wartość architektoniczną, artystyczną lub historyczną.